# Bernardo Arévalo de León
César Bernardo Arévalo de León (Montevideo, 7 d'octubre de 1958) és un polític, diplomàtic, sociòleg i escriptor guatemalenc, president de la República de Guatemala des del 15 de gener del 2024. Va exercir com a diputat al Congrés de Guatemala des de gener de 2020 pel partit polític Movimiento Semilla.

## Trajectòria
Nascut a Uruguai en 1958 durant l'exili dels seus pares, Arévalo és fill de l'expresident guatemalenc Juan José Arévalo, qui va governar de 1945 a 1951. Arévalo es va graduar en Sociologia a la Universitat Hebrea de Jerusalem. Va ingressar com a diplomàtic de carrera al Ministeri de Relacions Exteriors a la dècada del 1980 on va arribar a exercir diversos càrrecs importants com a viceministre de Relacions Exteriors entre 1994 i 1995, i ambaixador de Guatemala a Espanya de 1995 a 1996 durant el govern de Ramiro de León Carpio.
Després de la seva sortida de la carrera diplomàtica, va obtenir un doctorat en Filosofia i Antropologia Social a la Universitat d'Utrecht. El 1999, va començar a treballar a Interpeace com a assessor per a la consolidació de la pau en conflictes internacionals i va ocupar diverses posicions rellevants dins d'aquesta organització. En el marc de les manifestacions de 2015 contra el govern d'Otto Pérez, Arévalo juntament amb diversos intel·lectuals van conformar un grup d'anàlisi que posteriorment es va transformar en el partit polític Movimiento Semilla, de tendència socialdemòcrata i progressista. Aquest partit va concórrer per primera vegada durant les eleccions generals de 2019, on Arévalo va ser electe com a diputat al Congrés i va assumir el càrrec el 2020. El 2022 va ser designat com a secretari general de Semilla.
Arévalo va ser proclamat com a candidat presidencial per Semilla per a les eleccions generals de 2023, acompanyat de la biòloga Karin Herrera com candidata a la vicepresidència. Contra tot pronòstic, va obtenir el segon lloc amb més de sis-cents mil vots i va passar a la segona volta, on va vèncer enfront de la candidata Sandra Torres de la Unitat Nacional de l'Esperança, proclamant-se com a president electe de Guatemala. Va jurar el càrrec la matinada del 15 de gener del 2024, amb unes quantes hores de retard de la sessió, després de les pressions judicials exercides per una fiscalia molt qüestionada contra la inesperada victòria de l’esquerra en les eleccions d’agost.